# Franz Heubl

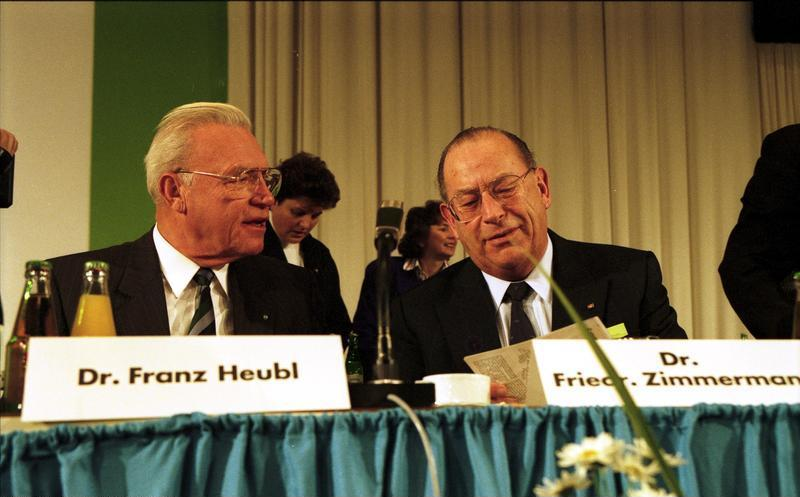
Franz Heubl 1989 mit Friedrich Zimmermann

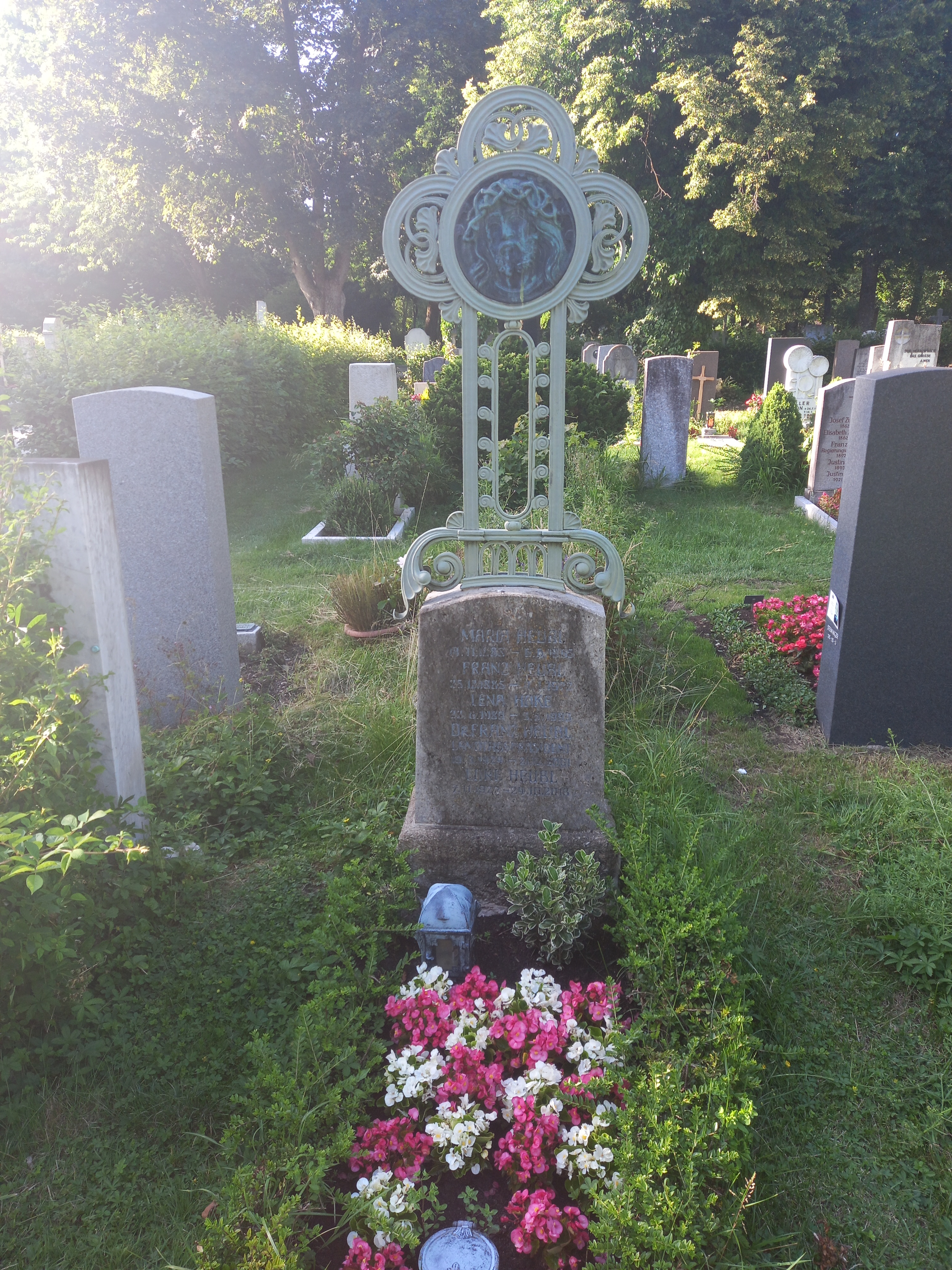
Das Grab von Franz Heubl und seiner Ehefrau Lore im Familiengrab auf dem Westfriedhof (München)

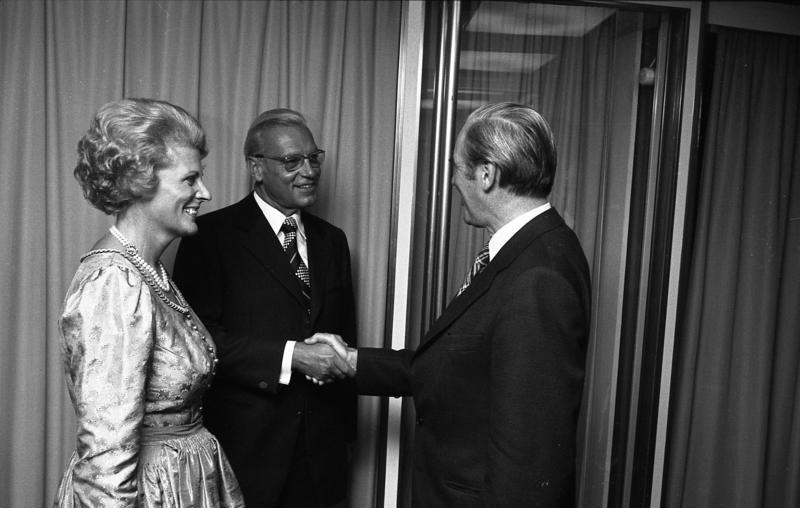
Franz Heubl (Mitte) mit Karl Carstens, 1974

Franz Heubl (* 19. März 1924 in München; † 21. Dezember 2001 ebenda) war ein deutscher Jurist und CSU-Politiker. Er war Mitglied des Bayerischen Landtags von 1953 bis 1990 und Landtagspräsident von 1978 bis 1990.

## Leben
Im Jahre 1943 absolvierte Heubl, Sohn eines Schlossermeisters und christlichen Gewerkschafters, sein Abitur. Anschließend wurde er zu den Pionieren im Heer (Wehrmacht) eingezogen. Er nahm nach Kriegsende ein Studium der Rechts- und Staatswissenschaften an der Ludwig-Maximilians-Universität München auf und wurde Mitglied der katholischen Studentenverbindung KBStV Rhaetia München. Später wurde er noch Ehrenmitglied der KStV Ottonia München im KV. 
Er bestand bereits 1947 die Erste Juristische Staatsprüfung und wurde zum Dr. jur. promoviert. Mit gerade 24 Jahren wurde er zum Sekretär des Verfassungskonvents auf Herrenchiemsee berufen, der wichtige Vorarbeiten für das spätere Grundgesetz für die Bundesrepublik Deutschland leistete. Nachdem er 1950  die Zweite Juristische Staatsprüfung abgelegt hatte, war er von 1950 bis 1960 Beamter im Bayerischen Staatsministerium für Unterricht und Kultus, zuletzt im Rang eines Regierungsdirektors.

## Politische Laufbahn

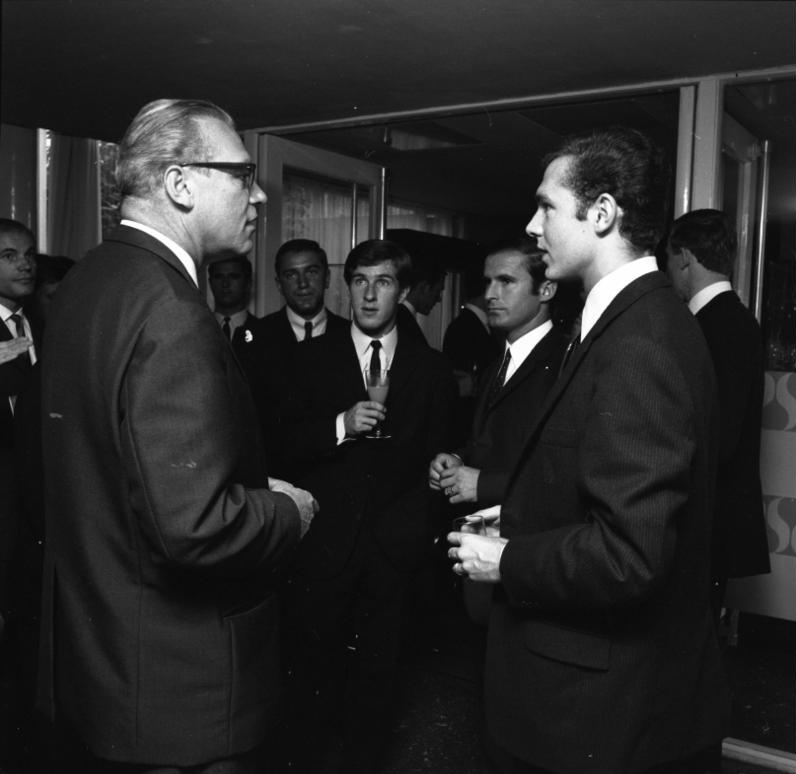
Franz Heubl 1967 im Gespräch mit Franz Beckenbauer

Heubl gehörte zu den Gründungsmitgliedern der CSU. Er war Gründungsmitglied des CSU-Bezirksverbandes München und einer der stellvertretenden Landesvorsitzender der CSU. Von 1952 bis 1955 war er Stadtrat in seiner Heimatstadt München. 1953 rückte er für den ausgeschiedenen Abgeordneten Hans Demmelmeier in den Bayerischen Landtag nach. Ab 1958 vertrat er im Landtag den Stimmkreis Lindau. Von Dezember 1958 bis Dezember 1962 war er Vorsitzender der CSU-Landtagsfraktion und von 1958 bis 1960 zugleich Vorsitzender des kulturpolitischen Ausschusses. Als Staatssekretär in der Bayerischen Staatskanzlei wirkte er als deren Leiter von 1960 bis 1962. Von 1962 bis 1978 war er Bayerischer Staatsminister für Bundesangelegenheiten (Kabinette Goppel I, II, III und IV) und
Bevollmächtigter des Freistaates Bayern beim Bund sowie Mitglied des Bundesrates. Er leitete dieses Ministerium, bis Alfons Goppel von Franz Josef Strauß abgelöst wurde. Seine politische Laufbahn beendete er als Präsident des Bayerischen Landtags vom 30. Oktober 1978 bis 23. Oktober 1990.
Bemerkenswert an Heubls langer politischer Karriere erscheint, dass er diese trotz der tiefgehenden Abneigung, die Franz Josef Strauß gegen ihn hegte, so lange erfolgreich fortsetzen konnte. Strauß ließ ein Dossier mit Anschuldigen gegen Heubl zusammenstellen; aus dessen Inhalt berichtete Der Spiegel Mitte 1976.
Ein Landtagsausschuss beschäftigte sich mit dem Dossier. Heubl ging gegen Strauß vor Gericht; Strauß musste im Einigungswege klein beigeben.
1990 kandidierte Heubl aus Altersgründen nicht mehr für die Landtagswahl im Oktober 1990. Ministerpräsident Max Streibl ernannte Heubl im Oktober 1990 zum Sonderbeauftragten für die Regionen Europas, eine neu geschaffene Position.

## Ehrungen
- 1959: Bayerischer Verdienstorden
- 1960: Großes Goldenes Ehrenzeichen mit dem Stern für Verdienste um die Republik Österreich[8]
- 1967: Verdienstkreuz am Bande
- 1969: Großes Verdienstkreuz der Bundesrepublik Deutschland
- 1972: Großes Verdienstkreuz mit Stern der Bundesrepublik Deutschland[9]
- 1977: Großes Verdienstkreuz mit Stern und Schulterband der Bundesrepublik Deutschland
- 1983: Großkreuz des Verdienstordens der Bundesrepublik Deutschland
- außerdem: Großkreuz des Kgl. Griechischen Phönix-Ordens, St. Silvesterorden (Päpstlicher Orden), Großoffizierskreuz des Verdienstordens der Italienischen Republik, Kommandeur der Ehrenlegion[10]